# Unterseeboot 306
Le Unterseeboot 306 (ou U-306) est un sous-marin allemand (U-Boot) de type VII.C utilisé par la Kriegsmarine (marine de guerre allemande) pendant la Seconde Guerre mondiale.

## Construction
L'U-306 est un sous-marin océanique de type VII C. Construit dans les chantiers de Flender Werke AG à Lübeck, la quille du U-306 est posée le 16 septembre 1941 et il est lancé le 29 août 1942. L'U-306 entre en service deux mois plus tard.

## Historique
Mis en service le 21 octobre 1942, l'Unterseeboot 306 reçoit sa formation de base à Danzig dans la 8. Unterseebootsflottille jusqu'au 28 février 1943, puis l'U-306 intègre sa formation de combat à Brest dans la 1. Unterseebootsflottille.
L'Unterseeboot 306 a accompli cinq patrouilles, toutes sous les ordres de l'Oberleutnant zur See, puis Kapitänleutnant Claus von Trotha, coulant un navire marchand ennemi de 10 218 tonneaux et endommageant deux navires marchands ennemis pour un total 11 195 tonneaux, durant 161 jours en mer.
Pour sa première patrouille, il quitte Kiel le 27 février 1943 sous les ordres de l'Oberleutnant zur See Claus von Trotha.
 
Le 22 avril 1943, il coule un navire marchand de 10 218 tonneaux ; le lendemain il endommage un autre navire de 5 313 tonneaux.

Le 1er avril 1943, l'Oberleutnant zur See Claus von Trotha est promu au grade de Kapitänleutnant

Le 6 avril 1943, l'U-306 subit une attaque à la grenade anti sous-marine ne lui infligeant aucun dommage, dans l'Atlantique Nord à l'ouest de l'Islande à la position géographique de 58° 25′ N, 29° 22′ O, par la frégate britannique HMS Tay. Ce navire est crédité par erreur d'avoir coulé l'U-635.

Le 7 mai 1943, à 6 h 55, sur le chemin de retour, un bombardier Handley Page Halifax HR745 (RAF Squadron 58/S) lui lâche six charges de profondeur environ 15 secondes après que l'U-306 ait plongé, sans lui provoquer de dommage.

Après 74 jours en mer, l'U-306 rejoint la base sous-marine de Brest qu'il touche le 9 mai 1943.
Sa deuxième patrouille commence le 10 juin 1943 en partant de Brest. Après 63 jours en mer et un navire ennemi endommagé, de 5 882 tonneaux, il rejoint la base sous-marine de Lorient le 11 août 1943.
Pour sa troisième patrouille, il quitte Lorient le 23 septembre 1943 et arrive à Brest deux jours plus tard, le 24 septembre 1943.
Sa quatrième patrouille dure quatre jours, du 7 au 10 octobre 1943, quittant et revenant à Brest.
Sa cinquième patrouille le trouve au départ de Brest le 14 octobre 1943. Après dix-huit jours en mer, l'U-306 est coulé le 31 octobre 1943 dans l'Atlantique Nord au nord-est des Açores à la position géographique de 46° 19′ N, 20° 44′ O par les charges de profondeur du destroyer britannique HMS Whitehall et de la corvette britannique HMS Geranium. 
Les 51 membres d'équipage sont tués dans cette attaque. Le Kapitänleutnant Claus von Trotha reçoit à titre posthume la Croix allemande en or.

## Affectations successives
- 8. Unterseebootsflottille à Danzig du 21 octobre 1942 au 28 février 1943 (entrainement)
- 1. Unterseebootsflottille à Brest du 1er mars au 31 octobre 1943 (service actif)

## Commandement
- Oberleutnant zur See, puis Kapitänleutnant Claus von Trotha du 21 octobre 1942 au 31 octobre 1943

## Patrouilles
|       | Commandant             | Départ            | Départ  | Arrivée           | Arrivée | Jours     | Succès   |
| ----- | ---------------------- | ----------------- | ------- | ----------------- | ------- | --------- | -------- |
| 1     | Oblt. Claus von Trotha | 25 février 1943   | Kiel    | 9 mai 1943        | Brest   | 74 jours  | 15 531   |
| 2     | Kplt. Claus von Trotha | 10 juin 1943      | Brest   | 11 août 1943      | Lorient | 63 jours  | 5 882    |
| 3     | Kplt. Claus von Trotha | 23 septembre 1943 | Lorient | 24 septembre 1943 | Brest   | 2 jours   |          |
| 4     | Kplt. Claus von Trotha | 7 octobre 1943    | Brest   | 10 octobre 1943   | Brest   | 4 jours   |          |
| 5     | Kplt. Claus von Trotha | 14 octobre 1943   | Brest   | 31 octobre 1943   | Coulé   | 18 jours  |          |
| Total | Total                  | Total             | Total   | Total             | Total   | 161 jours | 21 413 t |

Note : Oblt. = Oberleutnant zur See - Kplt. = Kapitänleutnant

### Opérations Wolfpack
L'U-306 a opéré avec les Wolfpacks (meute de loups) durant sa carrière opérationnelle.
1. Seeteufel (21 mars 1943 - 30 mars 1943)
2. Meise (15 avril 1943 - 26 avril 1943)
3. Schill (25 octobre 1943 - 31 octobre 1943)

## Navires coulés
L'Unterseeboot 306 a coulé un navire marchand ennemi de 10 218 tonneaux et a endommagé deux navires marchands ennemis pour un total 11 195 tonneaux au cours des cinq patrouilles (161 jours en mer) qu'il effectua.
| Date            | Nom         | Nationalité | Tonnage (GRT) | Convoi | Fait      |
| --------------- | ----------- | ----------- | ------------- | ------ | --------- |
| 22 avril 1943   | Amerika     | Royaume-Uni | 10 218        | HX-234 | Coulé     |
| 23 avril 1943   | Silvermaple | Royaume-Uni | 5 313         | HX-234 | Endommagé |
| 16 juillet 1943 | Kaipara     | Royaume-Uni | 5 822         | SL-133 | Endommagé |

### Source et bibliographie
- (en) Cet article est partiellement ou en totalité issu de l’article de Wikipédia en anglais intitulé « German submarine U-306 » (voir la liste des auteurs).
- Chris Bishop, historien militaire (trad. de l'anglais par Christian Muguet), Les sous-marins de la Kriegsmarine : 1939-1945 : le guide d'identification des sous-marins [« The spellmount submarine identification guide : Kriegsmarine U-boats 1939-1945 »], Paris, Éd. de Lodi, 2008, 192 p. (ISBN 978-2-84690-327-1, OCLC 470721805, BNF 41298980)